# Кобиле (Підкарпатське воєводство)
Кобиле (пол. Kobyle) — село в Польщі, у гміні Фриштак Стрижівського повіту Підкарпатського воєводства.
Населення — 587 осіб (2011).
У 1975-1998 роках село належало до Ряшівського воєводства.

## Демографія
Демографічна структура станом на 31 березня 2011 року:
|          | Загалом | Допрацездатний вік | Працездатний вік | Постпрацездатний вік |
| -------- | ------- | ------------------ | ---------------- | -------------------- |
| Чоловіки | 297     | 71                 | 191              | 35                   |
| Жінки    | 290     | 62                 | 155              | 73                   |
| Разом    | 587     | 133                | 346              | 108                  |